# Borvinok
Borvinok (del ruso: Борвинок) es un jútor del raión de Novokubansk, en el krai de Krasnodar de Rusia. Está situado en las llanuras enmarcadas entre las vertientes septentrionales del Cáucaso Norte y la orilla occidental del río Kubán, 10 km al noroeste de Novokubansk y 154 km al este de Krasnodar. Tenía 108 habitantes en 2010.
Pertenece al municipio Kovalévskoye.